# Sant Salvador d'Alfés
Sant Salvador d'Alfés és una església d'Alfés (Segrià) protegida com a Bé Cultural d'Interès Local.

## Descripció
Capella d'una sola nau amb volta d'obra sense cap distintiu específic que està ubicada a l'extrem oriental del Tossal on es troba el poble.
Als murs laterals hi ha un arc de mig punt, rebaixat i adovellat, amb maons i una porta cega de pedra picada. Darrerament es va enderrocar la paret de l'absis i es va restaurar amb maons.